# 債券估值
債券估值是決定債券公平價格（Fair value）的過程。和其它的資本投資一樣，債券的公平價格是它將來預期現金流的現值。因此，債券公平價格是債券的預期現金流經過合適的折現率折現以後的現值。

## 現值關係
直接債券（沒有隱含期權的債券，見可贖回債券）的公平價格可由預期現金流的折現來決定：
- 現金流：
  - 每過一定時期支付的息票 C；
  - 債券面值 （Face value）為F，T 時期後債券到期時支付。（最後一年的支付額包括債券面值及當年的息票）
- 折現率：必要报酬率 r。 
  - r 是新發行的具有類似風險評級的債券市場利率。

債券價格 = {\displaystyle P_{0}=\sum _{t=1}^{T}{\frac {C}{(1+r)^{t}}}+{\frac {F}{(1+r)^{T}}}}
因為債券價格是現金流的現值，價值和折現率成反比。折現率越高，價值越低。低于債券面值的債券交易為折價交易，反之為溢價交易。

## 息票孳息率
息票孳息率（Coupon yield）簡單來說就是支付的息票（C）作為債券面值（F）的百分比
息票孳息率 = {\displaystyle C/F}

## 现价孳息率
现价孳息率（Current yield）就是支付的息票（C）作為債券價格（P）的百分比
现价孳息率 = {\displaystyle C/P_{0}}

## 到期孳息率
到期孳息率（Yield to Maturity 或 YTM）是可以回收債券市場價的折現率。它是債券投資的內部收益率（IRR）。到期孳息率可用來為債券定價（作為債券的必要報酬率）。 
市場價 = {\displaystyle \sum _{t=1}^{T}{\frac {C}{(1+YTM)^{t}}}+{\frac {F}{(1+YTM)^{T}}}}
如要實現和YTM均等的回報，債券持有人必須：
- 在YTM回報率下對每次收到的息票進行再投資
- 持有債券直到債券到期為止，並且
- 以債券面值兌換債券。

到期孳息率、现价孳息率和息票孳息率的關係：
- 當債券以折價賣出，到期孳息率  > 现价孳息率 > 息票孳息率
- 當債券以溢價賣出，息票孳息率 > 现价孳息率 > 到期孳息率
- 當債券以債券面值賣出， 到期孳息率 = 现价孳息率 = 息票孳息率

## 債券定價

### 相對價格法
參照國債（政府債券）對債券進行定價。根據債券相對於具有類似久期（duration）的國債的評級來決定折現率。債券的質量越高，它的必要報酬率與國債的到期收益率之間的差值越小。

### 無套利定價法
在這種方法下，債券反映它的無套利（套利是利用兩個或多個市場之間不均衡狀況來獲利的行為）價格。每次的現金流以對應的零息票債券的折現率進行折現。既然可以確定知道每次的現金流，今天的債券價格一定是經對應的無風險回報率折現後的所有現金流現值之和。如果不是這樣，投資者將有機會套利。 
這裡每次現金流的折現率，{\displaystyle r_{t}}，必須要和對應零息票債券的回報率吻合：

債券價格 =  {\displaystyle P_{0}=\sum _{t=1}^{T}{\frac {C}{(1+r_{t})^{t}}}+{\frac {F}{(1+r_{T})^{T}}}}